# Nicolas de Malézieu (évêque)
Ne doit pas être confondu avec Nicolas de Malézieu.
Nicolas de Malézieu (né à Paris vers 1674, mort à Lavaur le 12 mars 1748) est un ecclésiastique qui fut évêque de Lavaur de 1713 à 1748.

## Biographie
Nicolas de Malezieu est le fils et homonyme de Nicolas de Malezieu. Il est abbé commendataire de l'abbaye de Moreilles au diocèse de La Rochelle à partir de 1692. 
Désigné comme évêque de Lavaur en 1713, il est confirmé le 22 avril et consacré en octobre à Chastenay par Fabio Brulart de Sillery, évêque de Soissons. Il meurt à Lavaur le 12 mars 1748 et est inhumé le 15 mars à la cathédrale Saint Alain.
Le 11 avril 1731, à Chatenay, il marie sa nièce Louise Françoise Charlotte de Malézieu avec le marquis de Saint-Chamans en présence de la duchesse du Maine.